# Nerites (mitología)
En la mitología griega, Nerites (en griego: Νερίτης) era un dios marino menor citado sólo por Eliano. Siendo considerado el más bello de entre los dioses y los hombres, no es de extrañar que Poseidón, Afrodita y Helios rivalizaron para conseguir el favor de su amado. Nerites es el único hijo varón de Nereo y de Doris, y por lo tanto hermano de las Nereidas.
Dice el autor que hay en el mar un molusco que tiene la concha en espiral, de pequeño tamaño, pero de extraordinaria belleza. Nace en la parte del mar más limpia, en rocas profundas y en lo que se llaman bajíos. Nerites nunca fue mencionado por poetas épicos como Homero y Hesíodo, pero era una figura común en el folclore de los marineros. Su nombre es nerítēs y corren dos versiones acerca de este molusco no identificado.

### Metamorfosis por obra de Afrodita
En una de las versiones, Afrodita, incluso antes de su ascensión del mar al Olimpo, se enamoró de Nerites. Cuando llegó el momento de unirse a los dioses olímpicos, quería que Nerites fuera con ella, pero se negó y prefirió quedarse con su familia en el mar. Incluso el hecho de que Afrodita le prometiera un par de alas no lo hizo cambiar de opinión. La diosa sintiéndose despreciada lo transformó en un marisco y eligió como su nuevo acompañante y servidor a Eros. Como este también era joven y hermoso Afrodita le quitó las alas a Nerites y se las cedió a Eros.

### Metamorfosis por obra de Helios
En la otra versión, Nerites fue amado por Poseidón y este respondió a sus sentimientos. De su amor mutuo surgió Anteros, la personificación del amor recíproco. Poseidón convirtió a Nerites en su auriga; el chico condujo el carro asombrosamente rápido, para la admiración de varias criaturas marinas, como tritones y delfines. Poseidón quiso que su amante excediera especialmente en la natación. Por aquel entonces Helios, irritado con Nerites por un motivo no especificado, transformó al efebo en un marisco. Eliano duda sobre el objeto de la cólera pero supone que Poseidón y Helios rivalizaban por conseguir al muchacho, o bien Helios deseaba que Nerites fueran contado entre las estrellas y no entre los monstruos marinos.